# Campeonato Europeo de Rugby League
El Campeonato Europeo de Rugby League es una competición internacional de rugby league, es el principal campeonato de Europa, es organizado por European Rugby League.
Su primera edición fue en 1935, siendo su primer campeón el seleccionado de Inglaterra.

## Participantes

### 2018
- Escocia
- Francia
- Gales
- Irlanda

## Campeonatos
| Edición | Año     | Campeón                               | 2º puesto                             |
| ------- | ------- | ------------------------------------- | ------------------------------------- |
| I       | 1935    | Inglaterra                            | Francia                               |
| II      | 1935-36 | Gales                                 | Inglaterra                            |
| III     | 1936-37 | Gales                                 | Inglaterra                            |
| IV      | 1938    | Gales                                 | Inglaterra                            |
| V       | 1938-39 | Francia                               | Gales                                 |
| VI      | 1945-46 | Inglaterra                            | Francia                               |
| VII     | 1946-47 | Inglaterra                            | Gales                                 |
| VIII    | 1947-48 | Inglaterra                            | Francia                               |
| IX      | 1948-49 | Francia                               | Inglaterra                            |
| X       | 1949-50 | Inglaterra                            | Otras nacionalidades                  |
| XI      | 1950-51 | Francia                               | Otras nacionalidades                  |
| XII     | 1951-52 | Francia                               | Inglaterra                            |
| XIII    | 1952-53 | Otras nacionalidades                  | Gales                                 |
| XIV     | 1953-54 | Inglaterra                            | Otras nacionalidades                  |
| XV      | 1955-56 | Otras nacionalidades                  | Francia                               |
| XVI     | 1969-70 | Inglaterra                            | Francia                               |
| XVII    | 1975    | Inglaterra                            | Gales                                 |
| XVIII   | 1977    | Francia                               | Gales                                 |
| XIX     | 1978    | Inglaterra                            | Gales                                 |
| XX      | 1979    | Inglaterra                            | Francia                               |
| XXI     | 1980    | Inglaterra                            | Francia                               |
| XXII    | 1981    | Francia                               | Inglaterra                            |
| XXIII   | 1995    | Gales                                 | Inglaterra                            |
| XXIV    | 1996    | Inglaterra                            | Gales                                 |
| XXV     | 2003    | Inglaterra                            | Francia                               |
| XXVI    | 2004    | Inglaterra                            | Irlanda                               |
| XXVII   | 2005    | Francia                               | Gales                                 |
| XXVIII  | 2009    | Gales                                 | Escocia                               |
| XXIX    | 2010    | Gales                                 | Francia                               |
| XXX     | 2012    | Inglaterra                            | Irlanda                               |
| XXXI    | 2014    | Escocia                               | Francia                               |
| XXXII   | 2015    | Gales                                 | Francia                               |
| XXXIII  | 2018    | Francia                               | Gales                                 |
| -       | 2020    | Cancelado por la pandemia de COVID-19 | Cancelado por la pandemia de COVID-19 |

## Títulos por equipos
| Equipo               | Campeón | Subcampeón |
| -------------------- | ------- | ---------- |
| Inglaterra           | 15      | 7          |
| Francia              | 8       | 11         |
| Gales                | 7       | 9          |
| Otras nacionalidades | 2       | 3          |
| Escocia              | 1       | 1          |
| Irlanda              | -       | 2          |